# SN 1997au
SN 1997au – supernowa odkryta 8 marca 1997 roku w galaktyce A115004+1045. W momencie odkrycia miała maksymalną jasność 23,00m.